# Amblyomma transversale
Amblyomma transversale är en fästingart som beskrevs av Lucas 1845. Amblyomma transversale ingår i släktet Amblyomma och familjen hårda fästingar.
Artens utbredningsområde är Kamerun. Inga underarter finns listade i Catalogue of Life.